# Route der Norddeutschen Romantik

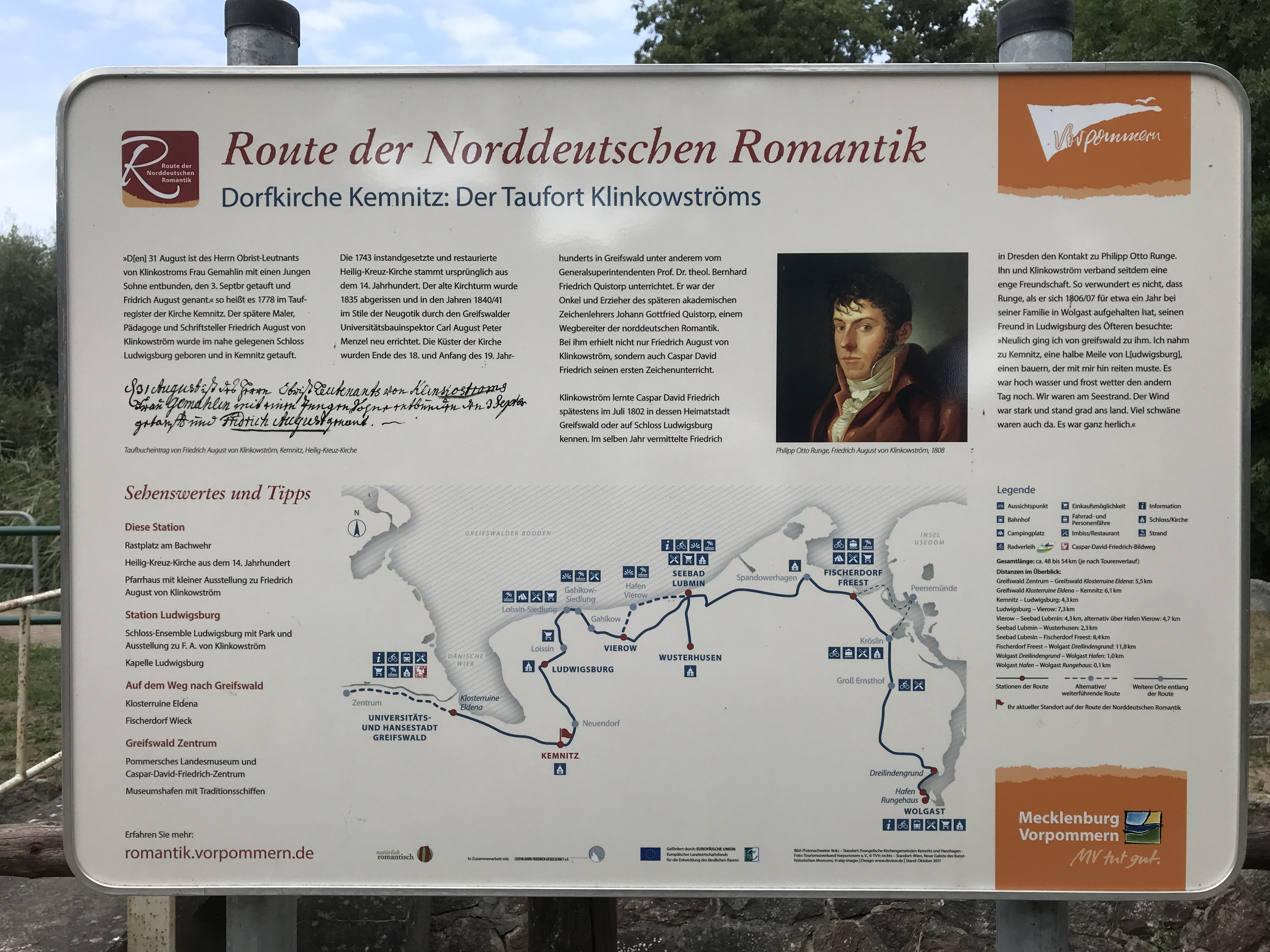
Infotafel an der Route in Kemnitz

Die Route der Norddeutschen Romantik ist ein rund 54 km langer Lehrpfad im Landkreis Vorpommern-Greifswald. Er führt von Greifswald im Westen bis nach Wolgast im Osten und verbindet insgesamt zehn Lebens- und Motivstationen frühromantischer Maler der Region. An den einzelnen Stationen befindet sich jeweils eine Tafel mit weiterführenden Informationen.

## Stationen

### Klosterruine Eldena

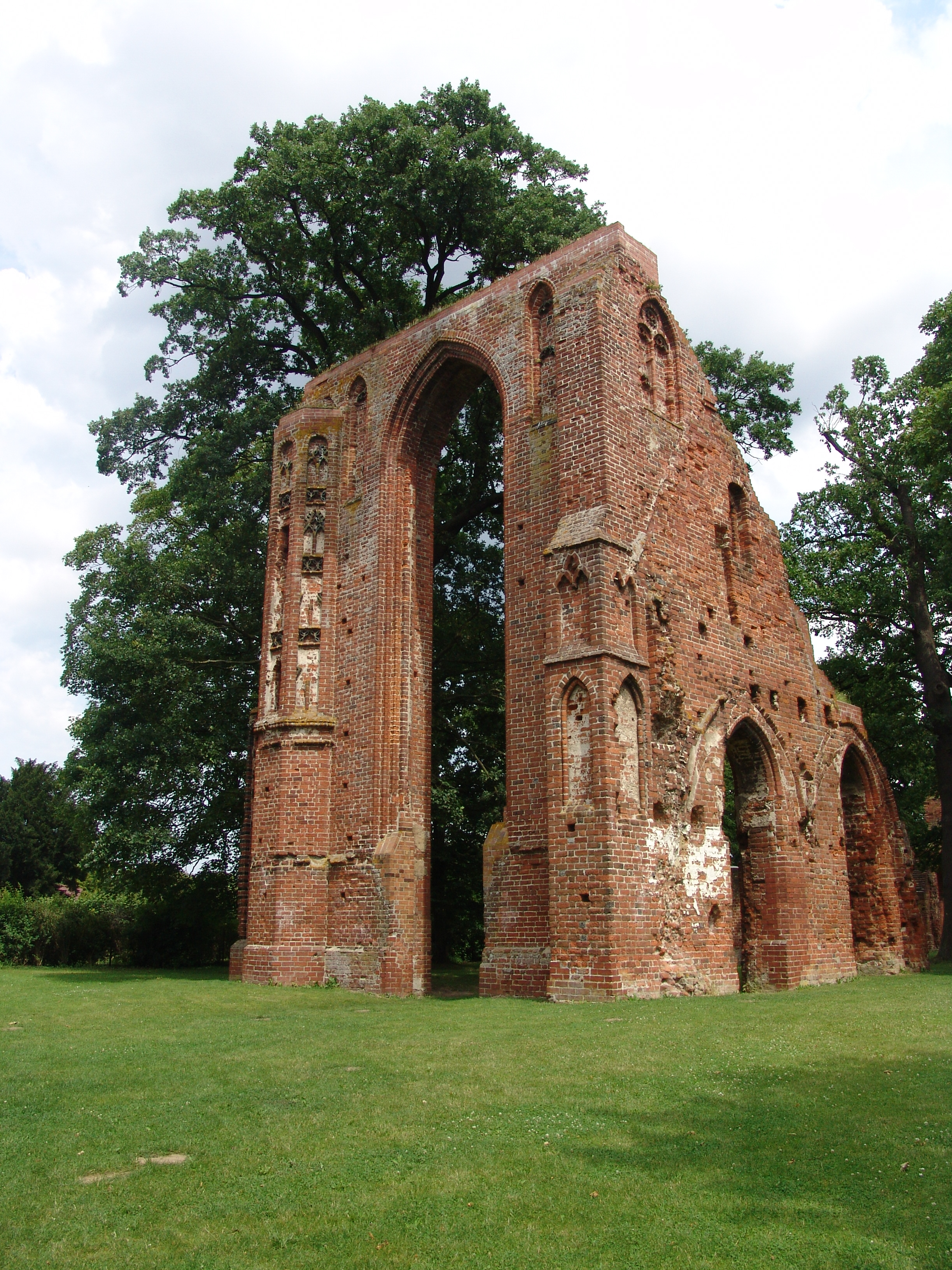
Klosterruine Eldena

Der westliche Einstieg befindet sich im Greifswalder Ortsteil Eldena. Dort errichteten die Zisterzienser im 12. Jahrhundert das Kloster Eldena, von dem im 21. Jahrhundert nur noch eine Ruine erhalten geblieben ist. Diese Ruine war ein häufig zu findendes Motiv des Malers Caspar David Friedrich. Dabei setzte er das Bauwerk auch in einen anderen Kontext, zum Beispiel in seinem Gemälde Ruine Eldena im Riesengebirge.

### Dorfkirche Kemnitz und Schloss Ludwigsburg
Rund 6,1 km weiter südöstlich befindet sich die Heilig-Kreuz-Kirche. Sie steht im historischen Zentrum der Gemeinde Kemnitz und entstand im 14. Jahrhundert. In diesem Sakralbau wurde der Maler, Pädagoge und Schriftsteller Friedrich August von Klinkowström am 3. September 1778 getauft. Rund 7,3 km nördlich wurde er am 31. August 1771 im Schloss Ludwigsburg in Loissin geboren. Dort verlebte er auch seine Kindheit sowie die Jahre zwischen 1806 und 1808 (zu dieser Zeit Schwedisch-Pommern). Von ihm stammt unter anderem ein Altarblatt in der St.-Marien-Kirche in Greifswald, das die Geburt Jesu nach Correggio zeigt.

### Hafen Vierow
Der Weg verläuft weiter in Richtung Norden zum Greifswalder Bodden nach Loissin-Siedlung und von dort in östlicher Richtung an Gahlkow-Siedlung vorbei. Dort zweigt er in südöstlicher Richtung ab und erreicht schließlich nach 4,3 km Vierow bzw. den dortigen Hafen. Dieser war zu einer früheren Zeit eine Station auf der Hochzeitsreise von Caspar David Friedrich. Es existiert eine Skizze Friedrichs vom 3. Juli 1818, das Fischerboote und Netze vor der Küste Vierows zeigt.

### Seebad Lubmin
Vom Hafen Vierow liegt in 2,3 km Entfernung das Seebad Lubmin. Durch seine vergleichsweise exponierte Lage ist es von der gegenüberliegenden Insel Rügen aus gut zu erkennen. Dorthin unternahm Friedrich erstmals 1801 eine Reise und erstellte Ansichten, den „Blick von der Südküste Rügens“. Neben diesen Ansichten entstanden zahlreiche topographische Angaben, darunter Aufzeichnungen von Wolgast, Wusterhusen oder der Insel Ruden.

### Pfarrhaus Wusterhusen
Südlich von Lubmin liegt die Gemeinde Wusterhusen. Im dortigen Pfarrhaus wurde am 24. April 1773 der spätere pommersche Dichter Karl Lappe als jüngster Sohn des Pfarrers geboren. In seinen Werken thematisierte er häufig seinen Geburtsort wie auch seine weiteren Lebensstationen in Greifswald und Wolgast. Beim Besuch der dortigen Stadtschule lernte er unter anderem Philipp Otto Runge sowie Ludwig Gotthard Kosegarten kennen, die seine späteren Werke beeinflussen sollten.

### Fischerdorf Freest
Von Wusterhusen führt der Weg zurück über Lubmin in den östlich gelegenen, Krösliner Ortsteil Freest. In dem kleinen Ort am Peenestrom existiert ebenfalls ein Hafen. Es ist überliefert, dass sich Friedrich auf seiner Hochzeitsreise im Sommer 1818 auch in Freest aufhielt.

### Wolgast und Hafen Wolgast, Rungehaus Wolgast

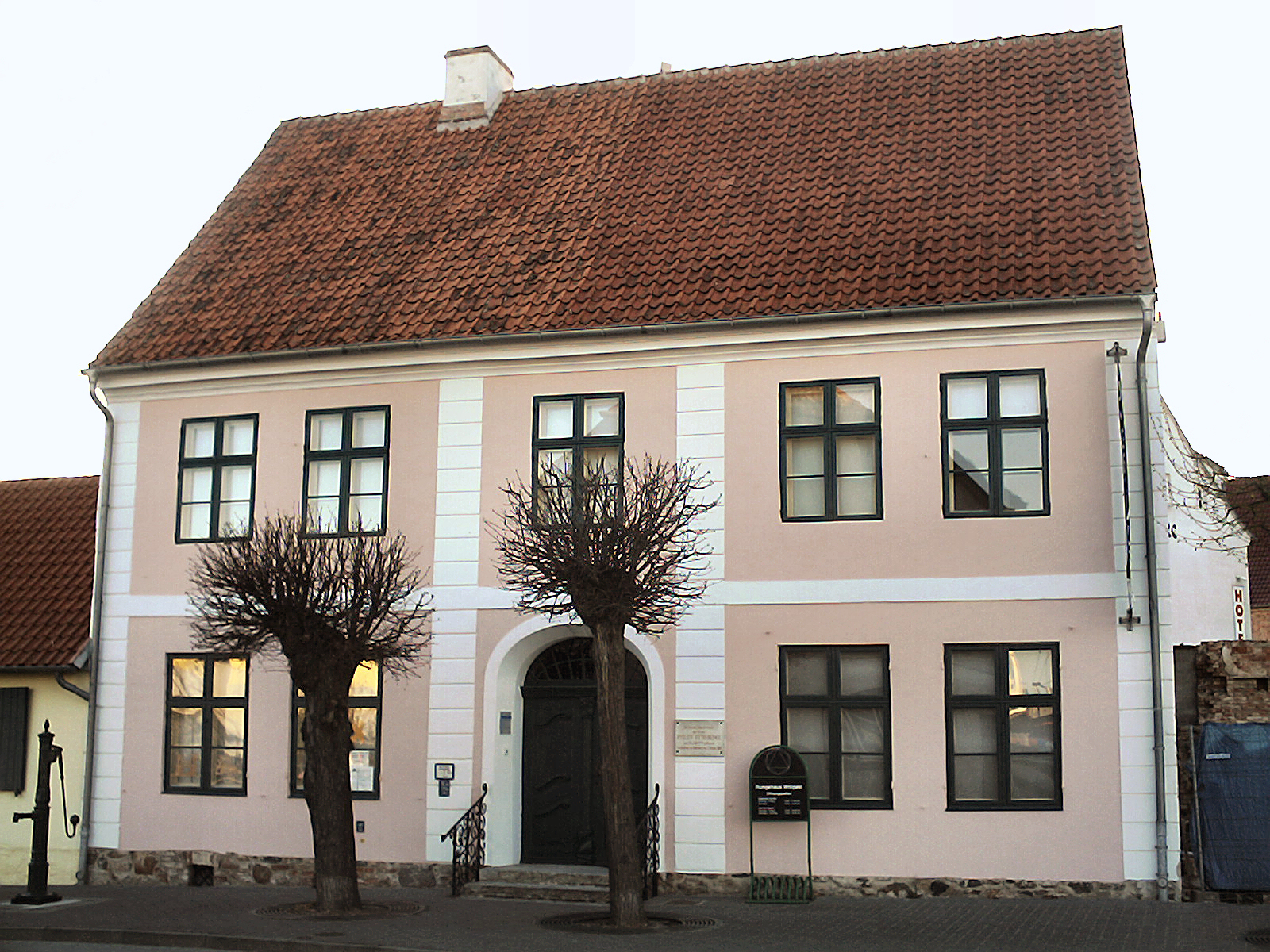
Rungehaus in Wolgast

Rund einen Kilometer weiter südlich beginnt die Gemarkung der Stadt Wolgast mit ihrem Hafen. Dieser erscheint in gleich zwei Werken: Die Zeichnung Landschaft an der Peene von Runge aus dem Jahr 1806 zeigt unter anderem auf die Hafenanlagen. Die Skizze war Grundlage für das Gemälde Bildnis der Eltern, in dem er auf den Beruf seines Vaters Daniel Nikolaus Runge als Reeder und Kaufmann hinwies. Der Hafen war aber auch Bestandteil einer Zeichnung, die Friedrich 1818 auf seiner Hochzeitsreise anfertigte.
In der Nähe des Hafens wurde am 23. Juli 1777 Philipp Otto Runge geboren. Sein Geburtshaus ist seit 1997 als Rungehaus für die Öffentlichkeit zugänglich. In dem zweigeschossigen Gebäude hat die Stadt ein Museum zu Ehren des großen Bürgers eingerichtet. Dies ist auch gleichzeitig die zehnte und letzte Station der Route.